# Thongchai McIntyre
Thongchai McIntyre, znany również jako Bird Thongchai lub Bird McIntyre (taj. ธงไชย แมคอินไตย์; ur. 1958 w Bangkoku) – tajski piosenkarz i aktor.
Uważany za supergwiazdę w Tajlandii jest również jednym z najbardziej utytułowanych piosenkarzy w jej historii. Na swoim koncie ma ponad 25 mln sprzedanych albumów. Występował także w wielu filmach, telewizji, musicalach i reklamach.